# Midrash Tehillim
 (mai 2023).
Si vous disposez d'ouvrages ou d'articles de référence ou si vous connaissez des sites web de qualité traitant du thème abordé ici, merci de compléter l'article en donnant les références utiles à sa vérifiabilité et en les liant à la section « Notes et références ».

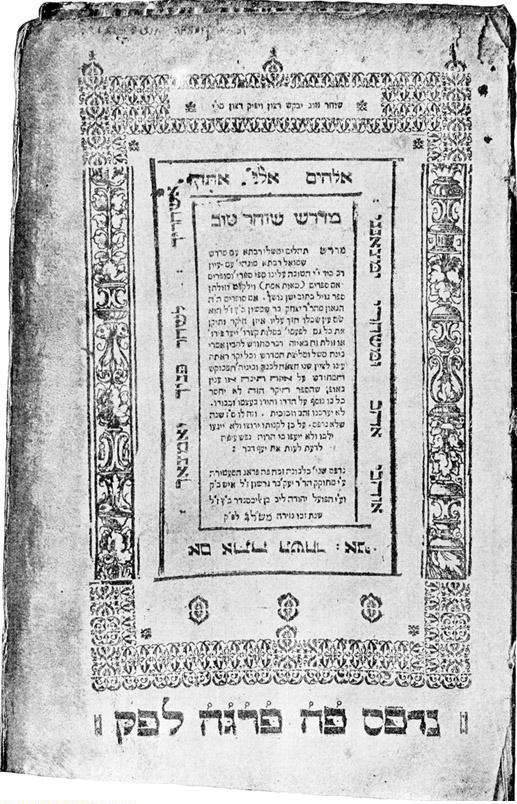
Page de garde du Midrash Tehillim (Prague, 1613), extrait de la Jewish Encyclopedia, 1906.

Midrash Tehillim (hébreu: מדרש תהלים) est un midrash sur le Livre des Psaumes. Il a probablement été compilé vers la fin de la période des gueonim car il n’est pas cité avant le XIe siècle. Il est également connu sous les noms d’Aggadat Tehillim, Haggadat Tehillim et, depuis le XIIe siècle, Sho'har Tov, car il s’ouvre sur le verset 11:27 du Livre des Proverbes.